# Shani Shingnapur
Shani Shingnapur, Shani Shinganapur , Shingnapur hay Sonai là một ngôi làng ở thị trấn (Tehsil) Nevasa, huyện Ahmednagar, bang Maharashtra của Ấn Độ. Ngôi làng được biết đến với ngôi đền thờ thần Shani (thần Sao Thổ) trong Cửu Diệu. 
Shingnapur còn nổi tiếng vì không có ngôi nhà nào trong làng có cửa ra vào và khóa cửa, chỉ có khung cửa. Mặc dù không có hành vi trộm cắp được báo cáo trong làng nhưng đã có báo cáo về hành vi trộm cắp trong năm 2010 và 2011.
Ngôi làng có một bưu điện và một trường trung học được gọi là Shri Shanishwar Vidya Mandir bên cạnh các trường tiểu học do Zilla Parishad điều hành. Nguồn cung cấp nước chính trong làng là giếng.

## Lịch sử
Truyền thuyết kể rằng, khoảng 300 năm trước sau một trận mưa lũ lớn, dân làng phát hiện ra một phiến đá màu đen, cao 5 foot (1,5 m) trôi vào bờ sông Panasnala chảy qua làng.
Khi người dân chạm vào phiến đá thì máu bắt đầu chảy ra. Đêm đó, thần Shani xuất hiện trong giấc mơ của trưởng làng và phán rằng, phiến đá kia chính là biểu tượng của mình. Thần Shani ra lệnh cho trưởng làng phải giữ lại phiến đá đó, bởi từ nay về sau thần sẽ cư ngụ tại ngôi làng này.
Thần Shani dặn trưởng làng không được che đậy hay bọc phiến đá lại; như vậy thần mới có thể dễ dàng quan sát ngôi làng. Sau cùng, thần Shani chúc phước cho trưởng làng và hứa sẽ bảo vệ dân làng khỏi mọi nguy hiểm và người dân nơi đây cũng sẽ không bao giờ cần phải lắp thêm cửa nữa vì thần Shani sẽ luôn bảo vệ họ.
Nghe lời thần Shani, người dân đặt phiến đá trên một bục cao ở giữa làng, đồng thời gỡ bỏ toàn bộ cửa ra vào và khóa cửa trong nhà. Nơi đặt phiến đá của thần Shani ngày nay đã được xây thành một đền thờ lớn.

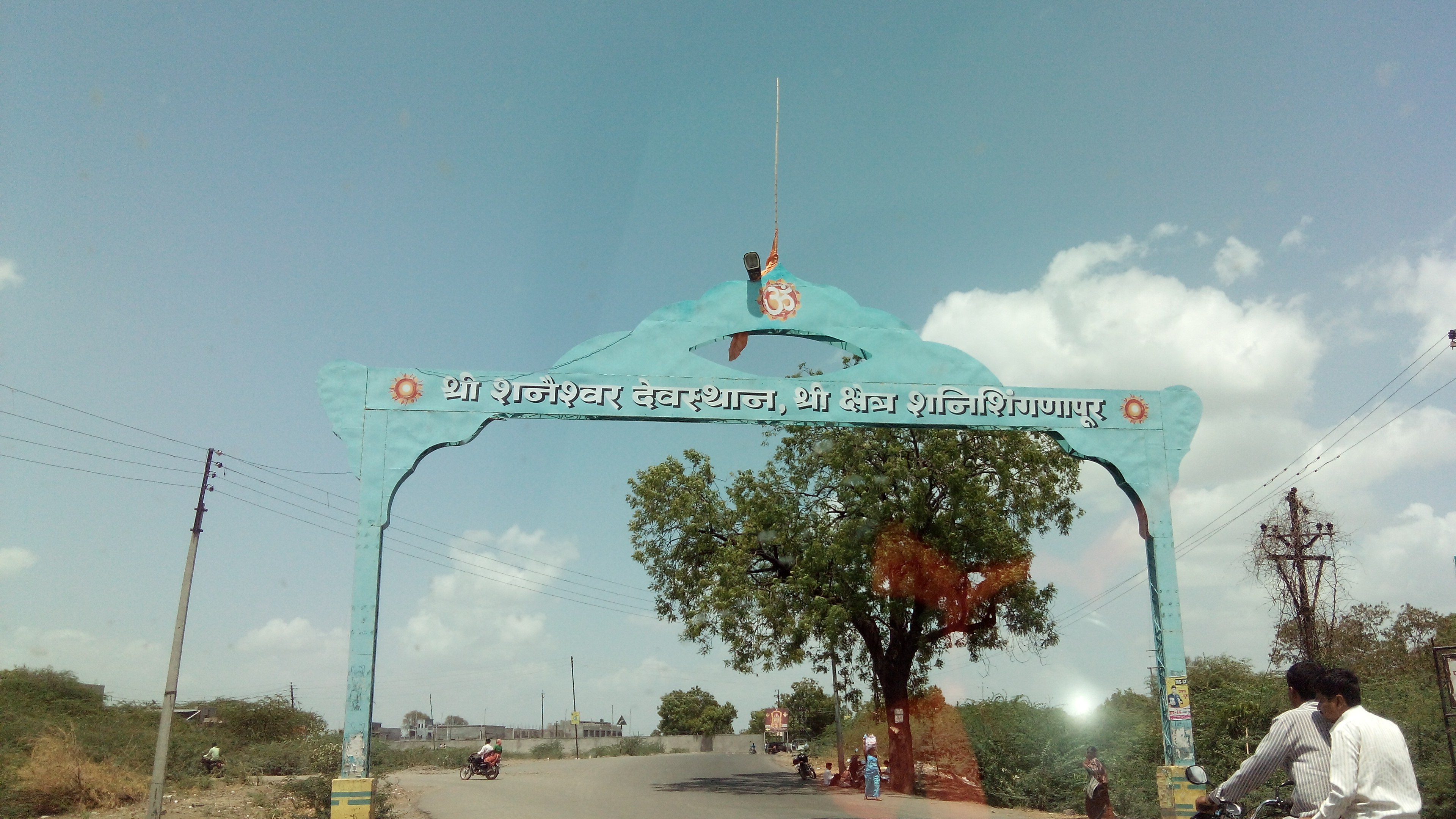
Cổng vào của làng Shani Shingnapur

## Đền thần Shani
Người ta bắt đầu biết đến làng Shani Shingnapur từ bộ phim tài liệu sản xuất trong những năm 1990 của nhà sản xuất phim Gulshan Kumar. Kể từ đó người dân từ khắp mọi miền bắt đầu đến thăm Shani Shingnapur. Những năm trước đây người làng chủ yếu sống bằng nghề trồng mía, nhưng hiện nay du lịch chính là nguồn thu nhập chính, với 40.000 du khách đến mỗi ngày.
Ngôi đền thờ thần Shani gồm có một tảng đá đen cao 5 foot (1,5 m) được đặt trên một bệ để ngoài trời, tượng trưng cho thần Shani. Một cây đinh ba (Trishula - tiếng Phạn: त्रिशूल) được đặt dọc theo bên của tảng đá và một hình ảnh bò Nandi nằm ở phía nam. Phía trước là những hình ảnh nhỏ của Shiva và Hanuman.
Thông thường, ngôi đền có 30-45.000 du khách mỗi ngày, tăng lên khoảng 300.000 người vào ngày Amavasya (ngày trăng mới trong tiếng Phạn và nhiều ngôn ngữ Ấn Độ khác). Ngôi làng tổ chức một lễ hội để vinh danh vị thần vào ngày này. Một lễ hội lớn hơn được tổ chức vào những ngày trăng mới rơi vào các ngày thứ bảy. Người sùng kính tắm hình ảnh của thần Shani bằng nước và dầu và tặng hoa. Một cuộc rước kiệu thần Shani được tổ chức vào ngày này.

## Văn hóa

### Ép mía bằng sức kéo của bò
Người dân địa phương ép mía bằng sức kéo của bò, thay vì máy móc và những nơi này được gọi là Rasavanthy.

### Cấm phụ nữ vào đền
Theo truyền thống 400 năm, phụ nữ bị hạn chế đi vào khu vực bên trong đền Shani. Vào ngày 26 tháng 1 năm 2016, một nhóm gồm hơn 500 phụ nữ, do nhà hoạt động Trupti Desai dẫn đầu nhóm "Bhumata Ranragani Brigade" hành quân đến ngôi đền đòi quyền được vào khu vực bên trong. Họ đã bị cảnh sát chặn lại.
Trong một phán quyết mang tính bước ngoặt vào ngày 30 tháng 3 năm 2016, Tòa án Tối cao Ấn Độ đã yêu cầu chính quyền Maharashtra đảm bảo rằng phụ nữ không bị hạn chế vào bất kỳ ngôi đền nào. Vào ngày 8 tháng 4 năm 2016, Shani Shingnapur cuối cùng đã cho phép những người phụ nữ sùng đạo bước vào đền Shani.

### Không lắpcửa ra vàovàkhóa cửa
Truyền thống này vẫn được gìn giữ cho đến tận ngày nay. Dân làng Shani Shingnapur không lắp cửa ra vào và khóa cửa, thỉnh thoảng chèn tạm những miếng gỗ mỏng ở lối ra vào để tránh chó hoang vào nhà. Nơi chứa đồ trang sức hay tiền bạc của họ cũng không khóa hay cất giữ cẩn thận. Thậm chí, các nhà vệ sinh công cộng của làng cũng chỉ treo một tấm màn mỏng ở cửa ra vào để đảm bảo sự riêng tư.
Rắc rối duy nhất của việc không cửa là không có gì để gõ khi khách tới nhà. Tuy nhiên, làng có cách để giải quyết việc này, đó là khách cứ việc hô to lên khi tới cửa.
Dù phải đi xa khỏi làng một thời gian, người dân ở Shani Shingnapur cũng không nhờ hàng xóm trông nhà vì họ tin rằng, thần Shani sẽ luôn bảo vệ họ. Lũ trộm sẽ ngay lập tức bị thần Shani làm cho mù mắt và bất cứ ai không trung thực sẽ gặp đen đủi trong 7 năm rưỡi sau đó.
Lắp cửa ra vào và khóa cửa được coi là hành động báng bổ. Vì lý do này mà vào tháng 1 năm 2011, ngân hàng Thương mại Liên kết (United Commercial Bank - UCO Bank) ở đây chỉ có cửa kính mà không có khóa như thông thường. Thay vào đó, họ lắp một chiếc khóa điện từ điều khiển từ xa. Tiền bạc và tài liệu quan trọng được để ở phòng kiên cố trong ngân hàng.
Nhiều người cho rằng, tỷ lệ trộm cắp và tội phạm ở khu vực này thấp là do ngôi làng nằm ở nơi quá hẻo lánh, chứ hoàn toàn không phải do phép màu kỳ diệu của thần thánh. Nền kinh tế của ngôi làng xoay quanh ngôi đền, vì vậy việc ngày càng có nhiều du khách ghé thăm không thể đảm bảo được việc không có trộm cắp diễn ra ở đây. Nhiều vụ trộm đã không được công bố vì áp lực từ phía dân làng.

#### Những trường hợp trộm cắp ghi nhận được
Vào năm 2010, một du khách từng trình báo mất tiền và tài sản với tổng trị giá 35 nghìn rupee (gần 520 USD). Năm 2011, đồ trang sức vàng trị giá 70.000 rupee (tương đương 1135 USD) cũng bị đánh cắp từ một chiếc hộp không khóa tại nhà của người trông coi miếu. Một vài vụ trộm cắp lặt vặt khác cũng được báo cáo trong những năm gần đây. Tuy nhiên, dân làng Shani Shingnapur khẳng định, những vụ trộm đó đều xảy ra ở bên ngoài làng.  